# 五間厝神社
23°42′18″N 120°26′00″E / 23.704888°N 120.433327°E
五間厝神社是臺灣日治時期由大日本製糖株式會社於1916年設立在臺南州虎尾郡虎尾（後升格為虎尾街）的神社。原址大約在今日的雲林縣虎尾鎮安慶國小運動場東邊圍牆、圍牆以東約70公尺外的平行巷道、民主4路、中山路11巷（原為神社後方的小溪）這四條線圍起來的區塊內。本殿則在安慶國小東邊圍牆旁的巷子底處。

## 歷史
大日本製糖臺灣工場（今虎尾糖廠）的員工在大正四年（1915年）6月謀畫之大正天皇御即位式（登基大典）紀念事業，由工場長岡村左右松擔任創立委員長，之後在御即位式當天（1915年11月10日）舉行定礎式。大正五年（1916年）4月9日時舉行上棟式，同年5月24日取得創立許可後。大正六年（1917年）5月25日舉行了鎮座式。

五間厝神社建有末社，祀奉稻荷大明神。

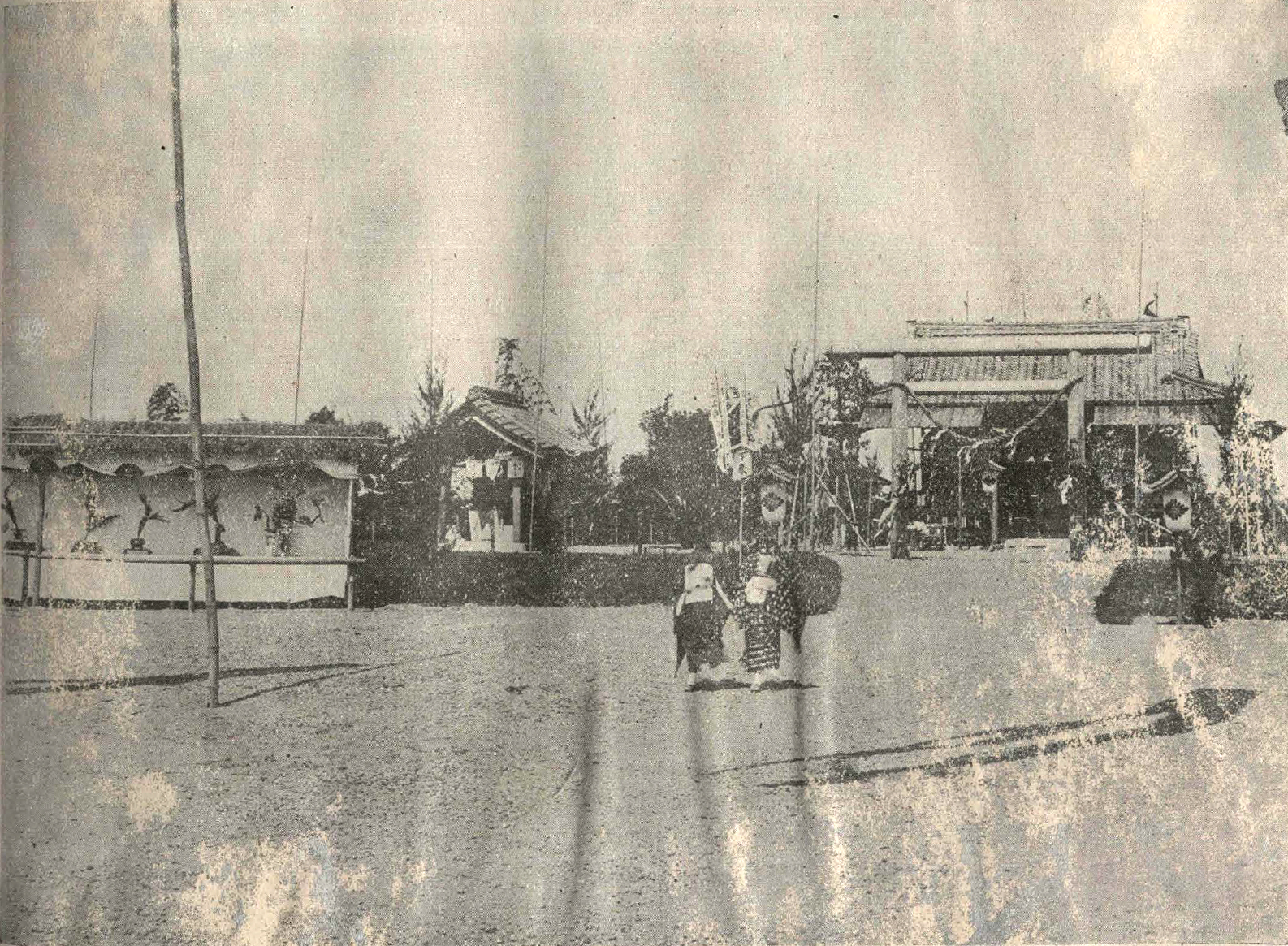
五間厝神社全景
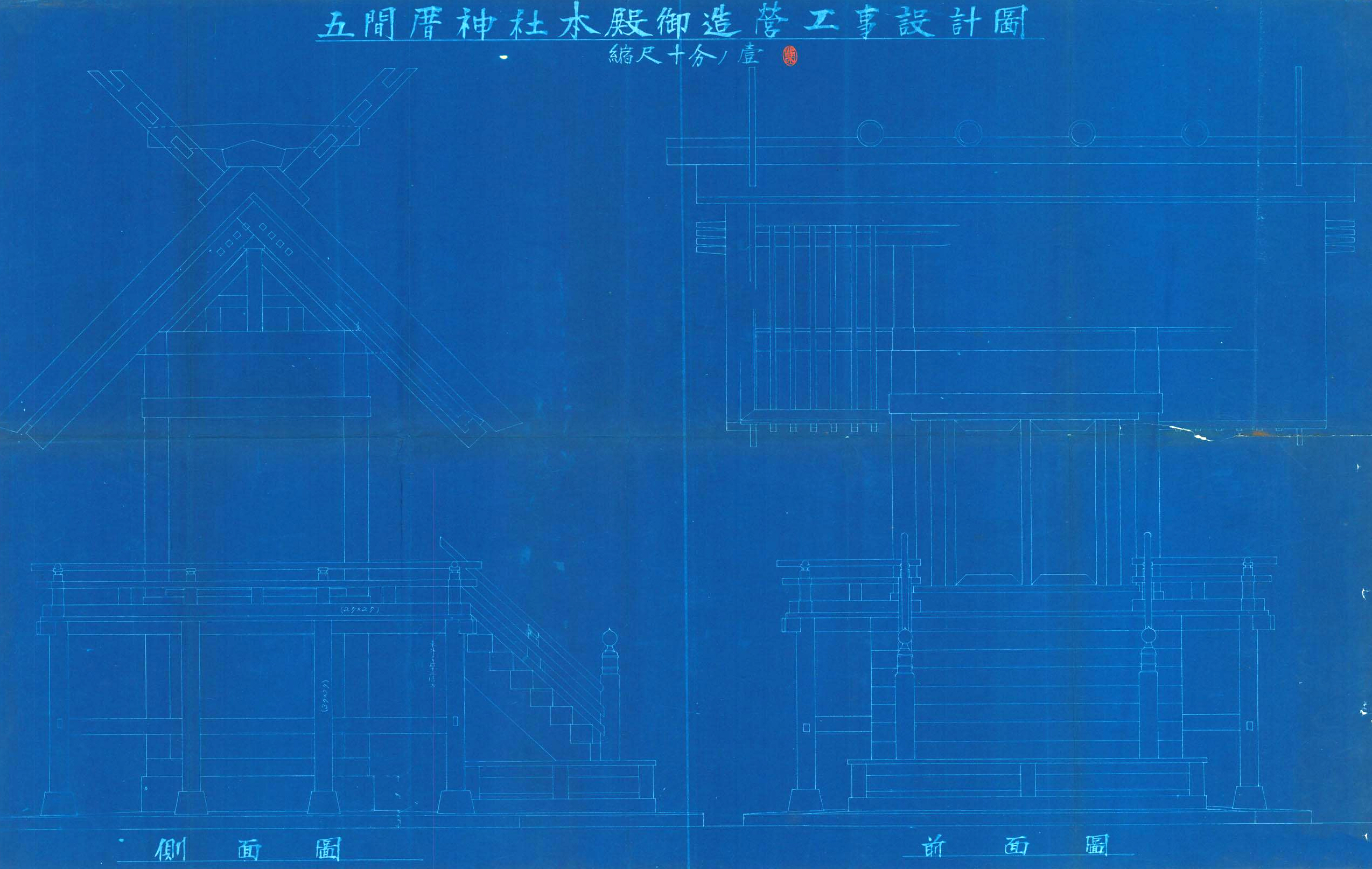
五間厝神社本殿
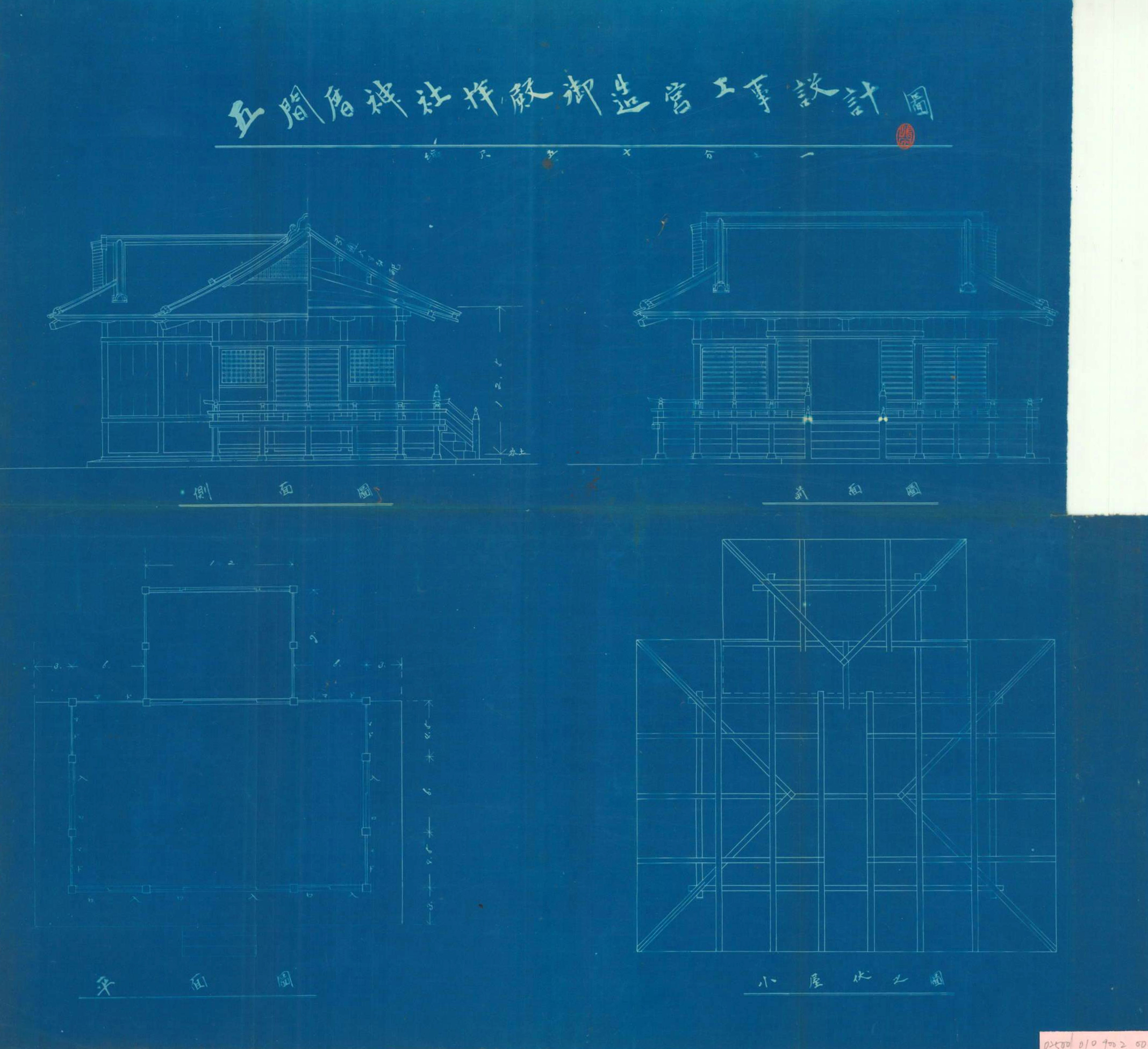
五間厝神社拜殿
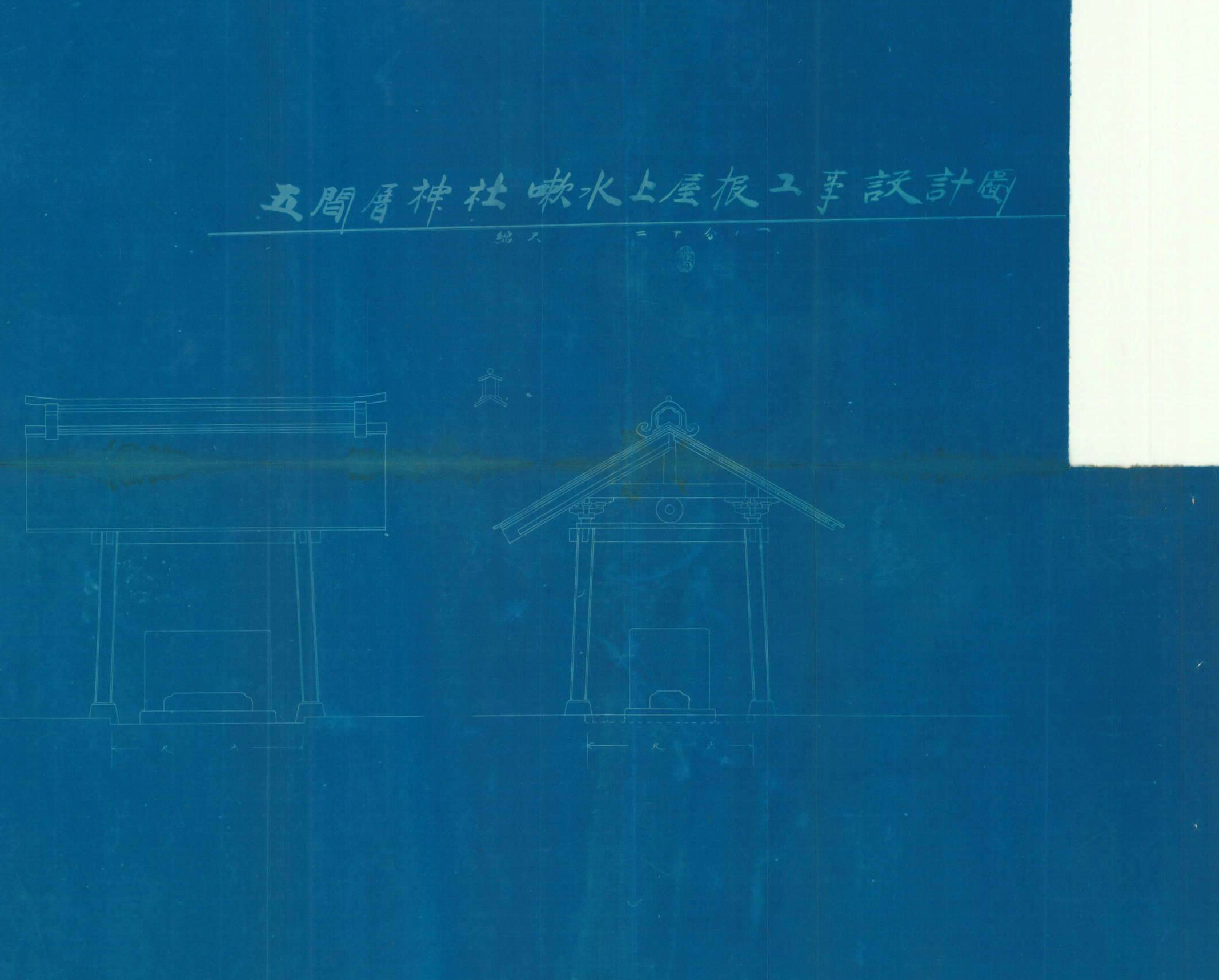
五間厝神社手水社
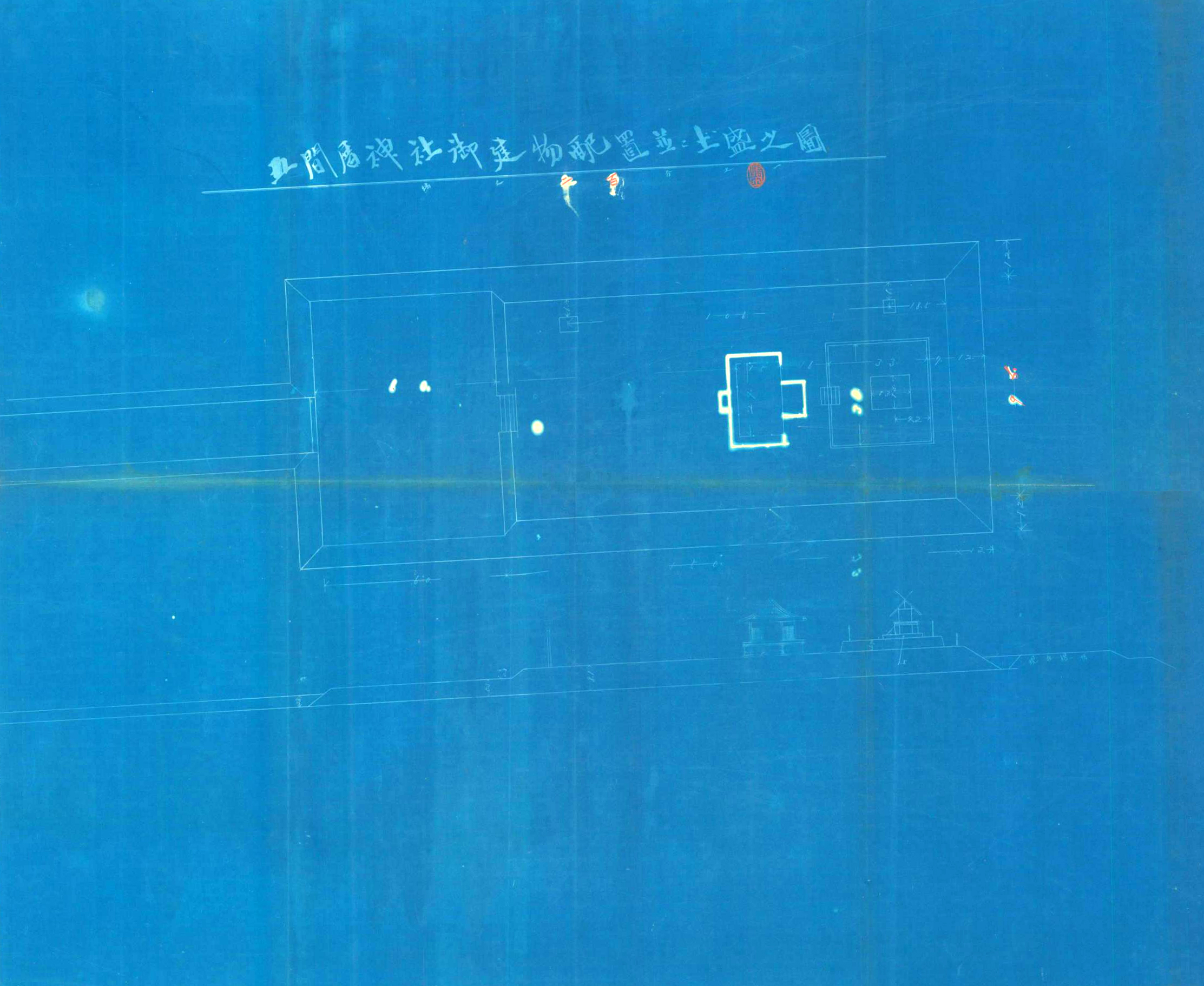
五間厝神社配置圖
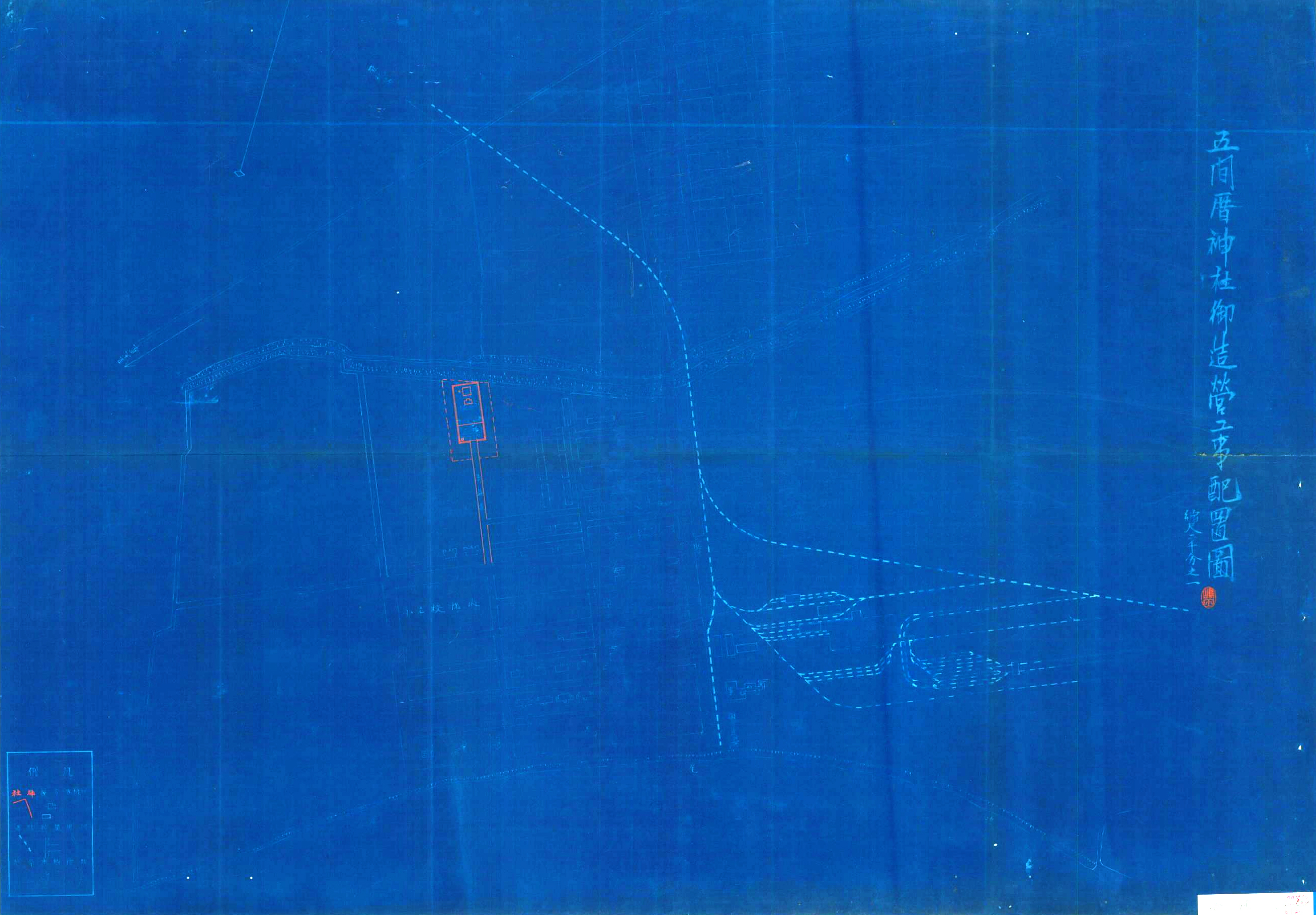
五間厝神社位置圖

## 祭典
五間厝神社的例祭是在11月10日，此外在1月1日、1月3日（元始祭）、2月11日（紀元節）、2月17日（祈年祭）、春分、4月3日、4月29日、6月17日（始政紀念祭）、6月30日、7月30日、10月17日（神嘗祭）、秋分、11月23日、12月31日與每月初一、每月初午日也有祭典。

## 遺址
二戰後不久，五間厝神社的拜殿與本殿即被虎尾糖廠拆除改成今天的安慶國小的游泳池，殿前的參拜道及兩旁樹林被闢為小學網球場、籃球場、實習菜園，以及附設幼稚園。這些設施使得安慶國小成為那個時代設施較佳的小學。
昭和十年（1933）為了慶祝虎尾庄升格為虎尾街，而在神社參拜道旁安置的兩座銅製神馬在戰後不久即佚失，它們的兩個基座則直到1970年代仍可見於當地居民的生活照片中，位於網球場和幼稚園教室之間。
1990年代初期，虎尾科技大學（當時名為雲林工專）為了擴建第三校區而向台糖取得民主路以南的宿舍區土地，台糖為了安置該宿舍區的住戶，將民主路以北、安慶國小以東的木造宿舍區含神社舊址、和樂館（二戰後改名中山堂），開發成兩百多戶的連棟透天住宅區，並讓民主路以南宿舍區的原住戶優先承購。
神社後方的小溪（安慶圳）也已加蓋，成為中山路11巷，兩旁蓋滿了近代落成的透天住宅。今日原址已完全看不到神社痕跡。
只有神社的一盞石燈籠被安置在虎尾糖廠大門一進去，寫著｢品質要精益求精」的看板下。

## 社掌
- 1930年至1936年：桑原武吉
- 1936年至1945年：住吉昌一[7]